# Victor de Luynes
Victor Hippolyte Joseph de Luynes, né à Paris le 16 avril 1828 et mort à Meudon le 8 juin 1904, est un chimiste français, professeur au Conservatoire national des arts et métiers et directeur du service scientifique des douanes. 

## Biographie
Fils de Laurent de Luynes, secrétaire général du ministère de l'instruction publique, Victor de Luynes fait des études secondaires au collège Stanislas et devient bachelier ès lettres et ès sciences mathématiques. Il fait ensuite des études supérieures scientifiques à la faculté des sciences de Paris où il obtient la licence ès sciences physiques.
Il est nommé régent de 7e au collège de Pontoise en 1848. En 1850, grâce aux relations de son père avec Adrien de Jussieu, directeur du Muséum d'histoire naturelle, il entame des recherches de chimie organique dans le laboratoire de Michel-Eugène Chevreul. En 1852 il est nommé préparateur chargé de cours au lycée Bonaparte, puis professeur répétiteur au même lycée. En 1855 il rejoint le laboratoire de perfectionnement et de recherches pour les études chimiques de la faculté des sciences de Paris, premier laboratoire de recherche de la faculté, créé par l'arrêté du 22 février de cette année et placé sous la direction de Jean-Baptiste Dumas, titulaire de la chaire de chimie minérale. De Luynes y est nommé préparateur en mars 1862, puis chef du laboratoire en 1866, année ou il obtient le doctorat ès sciences physiques devant la faculté des sciences de Paris avec une thèse de chimie sur l'orcine, l'érythrite et les matières colorantes des lichens, travail qui lui vaut le prix de la fondation Jecker. Il est également préparateur de la chaire de chimie minérale de la faculté. En 1868, le laboratoire de perfectionnement et de recherches pour les études chimiques est remplacé par un laboratoire financé par l’École pratique des hautes études. De Luynes est nommé le 26 juin 1868 chef des travaux de chimie minérale de la faculté chaire occupée depuis 1867 par Louis Pasteur, qu'il est amené à suppléer pour son cours. Le 28 octobre 1868 il est nommé professeur titulaire de la chaire de chimie appliquée aux industries de teinture au Conservatoire des arts et métiers (en remplacement de Jean-François Persoz). L'année suivante il est nommé chimiste des douanes puis, en 1875, directeur du service scientifique des douanes. Il fut également membre du conseil d'hygiène et de salubrité du département de la Seine et vice-président de la société d'encouragement. Il est nommé chevalier de la légion d'honneur en 1874, puis officier en 1888.